# Контемпласьон, Флор
Флор Контемпласьон (7 января 1953 года — 17 марта 1995 года, Сингапур) — сингапурская преступница, филиппинка по национальности, осуждённая и казнённая за убийство.

## Биография
Флор Контемпласьон родилась в провинции Лагуна. С целью найти работу переехала жить в Сингапур. Работала нянькой. Была обвинена в том, что 4 мая 1991 года убила филиппинскую домработницу Делию Магу, также работавшую в Сингапуре. Четырёхлетний ребенок, за которым присматривала Магу, вскоре был найден утонувшим. В убийстве призналась Флор Контемпласьон. Общественное мнение считало, что Контемпласьон была невиновна или, возможно, страдала слабоумием. Филиппинское посольство в Сингапуре подверглось критике. На суде даже не присутствовал представитель консульства. Несмотря на протесты правительства Филиппин, она была приговорена к смерти. Её казнь путём повешения вызвала большой общественный резонанс; будущий президент Филиппин, а тогда мэр Давао Родриго Дутерте возглавлял антисингапурские протесты и сжигал флаг Сингапура.